# The Local
The Local è un sito web di notizie europeo, in lingua inglese con edizioni locali in Austria, Danimarca, Francia, Germania, Italia, Norvegia, Spagna, Svezia e Svizzera. Ogni sito, sebbene simile nell'aspetto, ha team editoriali separati, ciascuno incentrato sul rispettivo mercato.
La copertura è puramente nazionale in ciascun paese e include eventi di attualità, politica, affari, sport e cultura, nonché analisi e opinioni. La società madre The Local Europe AB, con sede a Stoccolma, Svezia, possiede anche forum di discussione in lingua inglese in Germania (Toytown Germany) e Svizzera (English Forum).

## Storia
I fondatori di The Local sono l'amministratore delegato Paul Rapacioli, ex direttore di reed.co.uk e il caporedattore James Savage, ex giornalista radiofonico e consulente di pubbliche relazioni.
L'edizione svedese originale è iniziata all'inizio del 2004 come una newsletter settimanale diffusa via e-mail che Paul Rapacioli ha iniziato a inviare ad altri studenti nella sua classe di "Svedese per immigrati". Il primo sito di notizie è stato lanciato in Svezia nell'agosto 2004. L'edizione tedesca è stata lanciata nel 2008 e l'edizione svizzera nel 2011. Nel 2013 l'azienda ha aperto uffici in Francia, Spagna e Italia. Entro gennaio 2015 la società ha affermato di avere oltre 4,5 milioni di lettori al mese.
Nel gennaio 2010 The Local ha acquisito il nome di dominio thelocal.com da First Quench Retailing, un rivenditore di alcolici del Regno Unito che è entrato in amministrazione alla fine del 2009.
Alla fine del 2017, The Local ha lanciato un programma di adesione, a partire dall'edizione svedese. Per tutto il 2018, il programma di adesione di The Local è stato esteso ad altre edizioni, tra cui Germania, Francia, Italia e Spagna. Entro la fine di settembre 2020 The Local contava oltre 30.000 membri.